# Greuville
Greuville est une commune française située dans le département de la Seine-Maritime en région Normandie.

## Géographie

### Localisation
Greuville est un village normand du Pays de Caux jouxtant par le sud Luneray et situé à vol d'oiseau à 15 km au sud-est de Veules-les-Roses et du littoral de la Manche, 17 km au sud-ouest de Dieppe, 7 km à l'ouest de Bacqueville-en-Caux et 14 km au nord-est de Doudeville.
Greuville fait partie de l'Aire d'attraction de Luneray et du bassin de vie de cette ville, ainsi que de la zone d'emploi 2020 de Dieppe - Caux maritime.

### Communes limitrophes
Les communes limitrophes sont  Brachy, Crasville-la-Rocquefort, Luneray, Rainfreville et Vénestanville.
|                         | Luneray   |              |
| Crasville-la-Rocquefort | Greuville | Brachy       |
| Vénestanville           |           | Rainfreville |

### Géologie et relief
La superficie de la commune est de 2,96 km2 ; son altitude varie de 88  à   109 mètres.

### Hydrographie
La commune est située dans le bassin Seine-Normandie. Elle n'est drainée par aucun cours d'eau,.

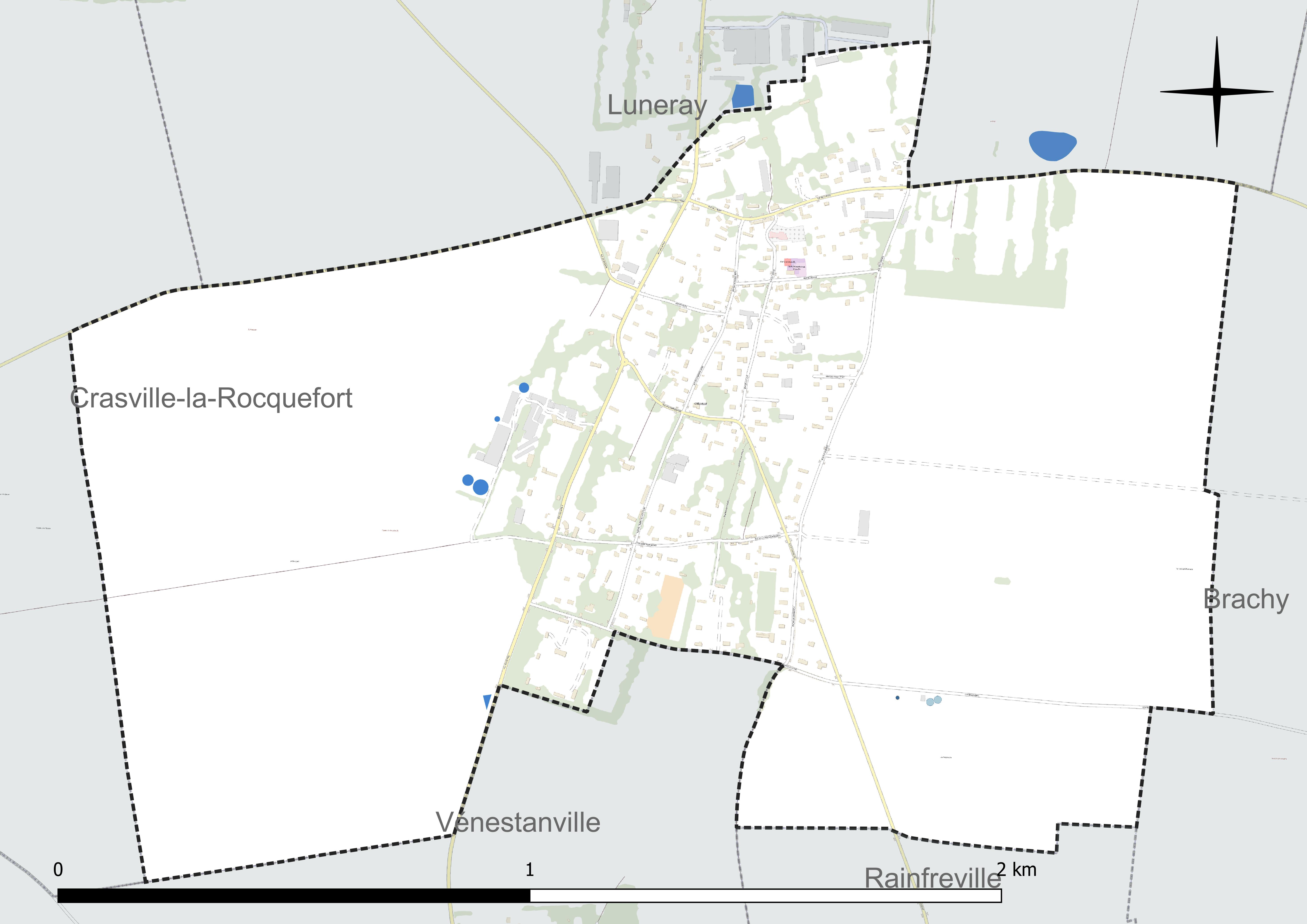
Réseau hydrographique de Greuville.

### Climat
Pour des articles plus généraux, voir Climat de la Normandie et Climat de la Seine-Maritime.
En 2010, le climat de la commune est de type climat océanique franc, selon une étude du CNRS s'appuyant sur une série de données couvrant la période 1971-2000. En 2020, Météo-France publie une typologie des climats de la France métropolitaine dans laquelle la commune est exposée à un climat océanique et est dans la région climatique Côtes de la Manche orientale, caractérisée par un faible ensoleillement (1 550 h/an) ; forte humidité de l’air (plus de 20 h/jour avec humidité relative > 80 % en hiver), vents forts fréquents. Parallèlement le GIEC normand, un groupe régional d’experts sur le climat, différencie quant à lui, dans une étude de 2020, trois grands types de climats pour la région Normandie, nuancés à une échelle plus fine par les facteurs géographiques locaux. La commune est, selon ce zonage, exposée à un « climat maritime », correspondant au Pays de Caux, frais, humide et pluvieux, légèrement plus frais que dans le Cotentin.
Pour la période 1971-2000, la température annuelle moyenne est de 10,4 °C, avec une amplitude thermique annuelle de 12,9 °C. Le cumul annuel moyen de précipitations est de 900 mm, avec 13 jours de précipitations en janvier et 8,8 jours en juillet. Pour la période 1991-2020, la température moyenne annuelle observée sur la station météorologique la plus proche, située sur la commune de Dieppe à 17 km à vol d'oiseau, est de 11,3 °C et le cumul annuel moyen de précipitations est de 805,2 mm,. Pour l'avenir, les paramètres climatiques de la commune estimés pour 2050 selon différents scénarios d’émission de gaz à effet de serre sont consultables sur un site dédié publié par Météo-France en novembre 2022.

## Urbanisme

### Typologie
Au 1er janvier 2024, Greuville est catégorisée commune rurale à habitat dispersé, selon la nouvelle grille communale de densité à sept niveaux définie par l'Insee en 2022.
Elle est située hors unité urbaine. Par ailleurs la commune fait partie de l'aire d'attraction de Luneray, dont elle est une commune de la couronne,. Cette aire, qui regroupe 8 communes, est catégorisée dans les aires de moins de 50 000 habitants,.

### Occupation des sols

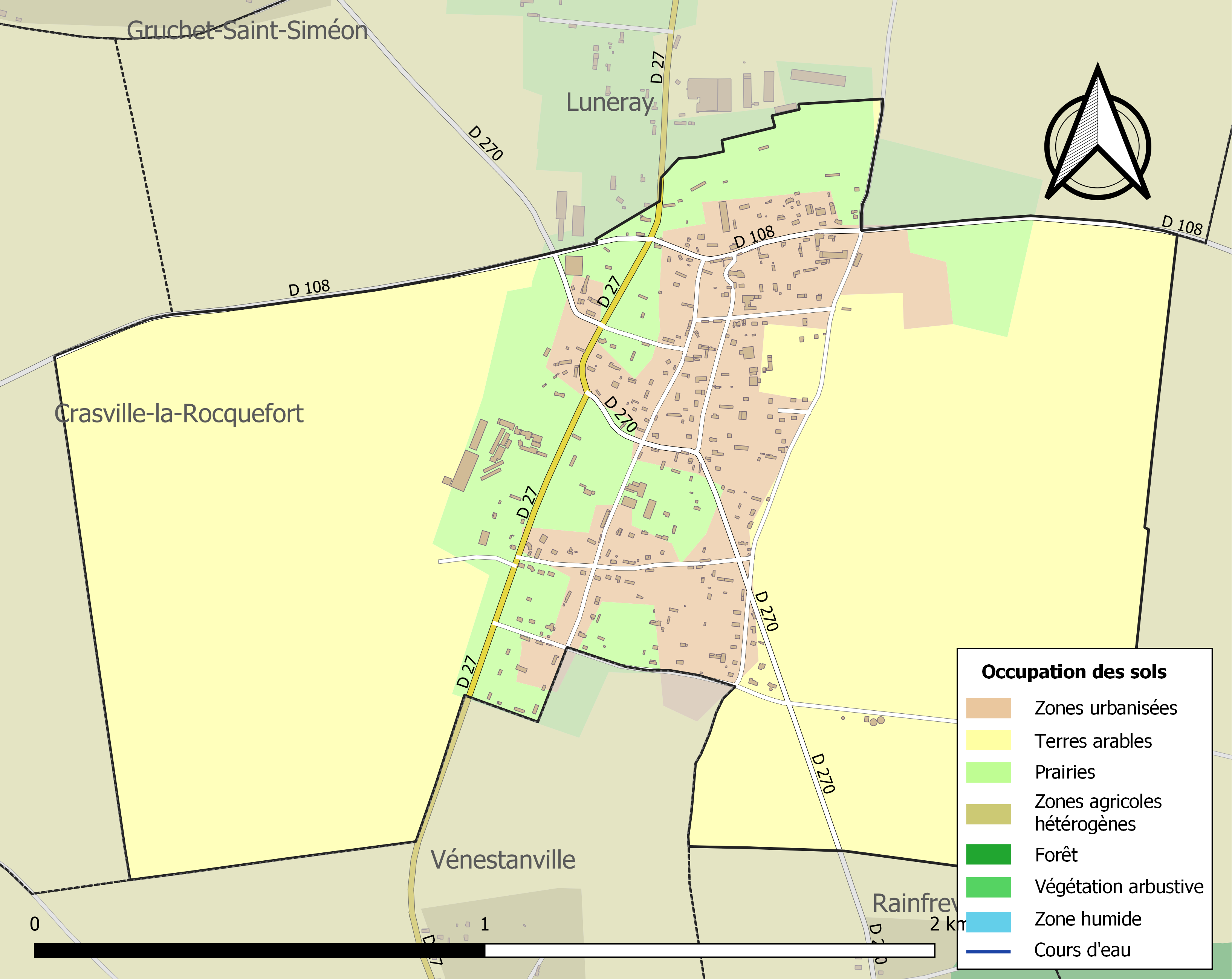
Carte des infrastructures et de l'occupation des sols de la commune en 2018 (CLC).

L'occupation des sols de la commune, telle qu'elle ressort de la base de données européenne d’occupation biophysique des sols Corine Land Cover (CLC), est marquée par l'importance des territoires agricoles (85,9 % en 2018), une proportion sensiblement équivalente à celle de 1990 (86,6 %). La répartition détaillée en 2018 est la suivante : 
terres arables (70,9 %), prairies (15 %), zones urbanisées (14,1 %). L'évolution de l’occupation des sols de la commune et de ses infrastructures peut être observée sur les différentes représentations cartographiques du territoire : la carte de Cassini (XVIIIe siècle), la carte d'état-major (1820-1866) et les cartes ou photos aériennes de l'IGN pour la période actuelle (1950 à aujourd'hui).

## Toponymie
Le nom de la localité est attesté sous les formes Apud Greuvillam en 1184 et 1188; Apud Gherelvillam et Gherolvillam en 1189; de Gruvilla en 1222; Gruville en 1319, 1398, 1403 et 1422; Greuvilla en 1337; Gruville en 1431 (Longnon); Saint Firmin de Greuville en 1714 et en 1763; Greuville en 1953 et 1957.

## Politique et administration

### Rattachements administratifs et électoraux

#### Rattachements administratifs
La commune se trouve dans l'arrondissement de Dieppe du département de la Seine-Maritime
Elle faisait partie depuis 1801 du canton de Bacqueville-en-Caux. Dans le cadre du redécoupage cantonal de 2014 en France, cette circonscription administrative territoriale a disparu, et le canton n'est plus qu'une circonscription électorale.

#### Rattachements électoraux
Pour les élections départementales, la commune fait partie depuis 2014 du canton de Luneray
Pour l'élection des députés, elle fait partie de la dixième circonscription de la Seine-Maritime.

### Intercommunalité
Greuville était membre de la communauté de communes Saâne et Vienne, un établissement public de coopération intercommunale (EPCI) à fiscalité propre créé fin 2001 et auquel la commune avait transféré un certain nombre de ses compétences, dans les conditions déterminées par le code général des collectivités territoriales.
Dans le cadre des dispositions de la loi portant nouvelle organisation territoriale de la République du 7 août 2015, qui prévoit que les établissements publics de coopération intercommunale (EPCI) à fiscalité propre doivent avoir un minimum de 15 000 habitants, cette intercommunalité a fusionné avec ses voisines pour former, le 1er janvier 2017, la communauté de communes Terroir de Caux, dont est désormais membre la commune

### Liste des maires
| Période                                  | Période                       | Identité                | Étiquette | Qualité                                                                      |
| ---------------------------------------- | ----------------------------- | ----------------------- | --------- | ---------------------------------------------------------------------------- |
| Les données manquantes sont à compléter. |                               |                         |           |                                                                              |
| 1789                                     | 1790                          | Pierre Caron            |           | Syndic de l’assemblée municipale                                             |
| 1790                                     | An III                        | Jean Pierre Lesueur     |           |                                                                              |
| An III                                   | An VIII                       | Étienne Guérillon       |           |                                                                              |
| An VIII                                  | An XII                        | Jean Roger              |           |                                                                              |
| An XII                                   | 1808                          | Jacques Roger           |           |                                                                              |
| 1808                                     | 1812                          | Nicolas Cotard          |           |                                                                              |
| 1812                                     | 1813                          | Étienne Guérillon       |           |                                                                              |
| 1813                                     | 1825                          | Louis Guérillon         |           |                                                                              |
| 1825                                     | 1830                          | Pierre Fauvel           |           |                                                                              |
| 1830                                     | 1835                          | Isaac Boulan            |           |                                                                              |
| 1835                                     | 1844                          | Marie Thomas Sauvage    |           |                                                                              |
| 1844                                     | 1847                          | Pierre Boulan           |           |                                                                              |
| 1847                                     | 1848                          | Charles Roger           |           |                                                                              |
| 1848                                     | 1848                          | Burel(maire provisoire) |           |                                                                              |
| 1848                                     | 1871                          | Philippe Fauvel         |           |                                                                              |
| 1871                                     | 1876                          | Duret                   |           |                                                                              |
| 1876                                     | 1884                          | Auguste Frébourg        |           |                                                                              |
| 1884                                     | 1887                          | Eugène Dargent          |           |                                                                              |
| 1887                                     | 1892                          | Pierre Burel            |           |                                                                              |
| 1892                                     | 1900                          | Paul Aublé              |           |                                                                              |
| 1900                                     | 1905                          | Alexandre Lanfray       |           |                                                                              |
| 1905                                     | 1919                          | Paul Ouvry              |           |                                                                              |
| 1919                                     | 1929                          | Pierre Lheureux         |           |                                                                              |
| 1929                                     | 1945                          | Jules Grulé             |           |                                                                              |
| 1945                                     | 1971                          | Édouard Lheureux        |           |                                                                              |
| 1971                                     | 1983                          | Jean Cailly             |           |                                                                              |
| 1983                                     | 2001                          | Odile Marc              |           |                                                                              |
| mars 2001                                | mars 2008                     | Marie-Jeanne Boulenger  |           |                                                                              |
| mars 2008                                | mai 2020                      | Édouard Lheureux        |           | Retraité du secteur privé                                                    |
| mai 2020,                                | En cours (au 15 février 2024) | Sabrina Colé            |           | Secrétaire générale de la mairie de Saint-Aubin-sur-Scie Formatrice au CNFPT |

## Équipements et services publics

### Enseignement
Les enfants de la commune sont scolarisés avec ceux de Gruchet-Saint-Siméon, dans le cadre d'un regroupement pédagogique intercommunal, qui compte en 2023/2024 quatre classes, deux dans chaque commune.

## Population  et société
Les habitants sont les Greuvillais, Greuvillaises.

### Démographie
L'évolution du nombre d'habitants est connue à travers les recensements de la population effectués dans la commune depuis 1793. Pour les communes de moins de 10 000 habitants, une enquête de recensement portant sur toute la population est réalisée tous les cinq ans, les populations de référence des années intermédiaires étant quant à elles estimées par interpolation ou extrapolation. Pour la commune, le premier recensement exhaustif entrant dans le cadre du nouveau dispositif a été réalisé en 2004.

En 2022, la commune comptait 374 habitants, en évolution de −2,09 % par rapport à 2016 (Seine-Maritime : +0,35 %, France hors Mayotte : +2,11 %).
| 1793 | 1800 | 1806 | 1821 | 1831 | 1836 | 1841 | 1846 | 1851 |
| ---- | ---- | ---- | ---- | ---- | ---- | ---- | ---- | ---- |
| 686  | 704  | 717  | 701  | 670  | 675  | 675  | 687  | 701  |

| 1856 | 1861 | 1866 | 1872 | 1876 | 1881 | 1886 | 1891 | 1896 |
| ---- | ---- | ---- | ---- | ---- | ---- | ---- | ---- | ---- |
| 680  | 685  | 683  | 642  | 617  | 590  | 557  | 537  | 507  |

| 1901 | 1906 | 1911 | 1921 | 1926 | 1931 | 1936 | 1946 | 1954 |
| ---- | ---- | ---- | ---- | ---- | ---- | ---- | ---- | ---- |
| 458  | 442  | 400  | 326  | 317  | 300  | 302  | 305  | 320  |

| 1962 | 1968 | 1975 | 1982 | 1990 | 1999 | 2004 | 2006 | 2009 |
| ---- | ---- | ---- | ---- | ---- | ---- | ---- | ---- | ---- |
| 313  | 276  | 287  | 330  | 355  | 315  | 326  | 332  | 366  |

| 2014 | 2019 | 2022 | - | - | - | - | - | - |
| ---- | ---- | ---- | - | - | - | - | - | - |
| 375  | 374  | 374  | - | - | - | - | - | - |

## Culture locale et patrimoine

### Lieux et monuments
- Église Saint-Firmin. Le clocher de 1860, détruit par une tornade le 27 juillet 2013, est remonté en 2015.

L'église
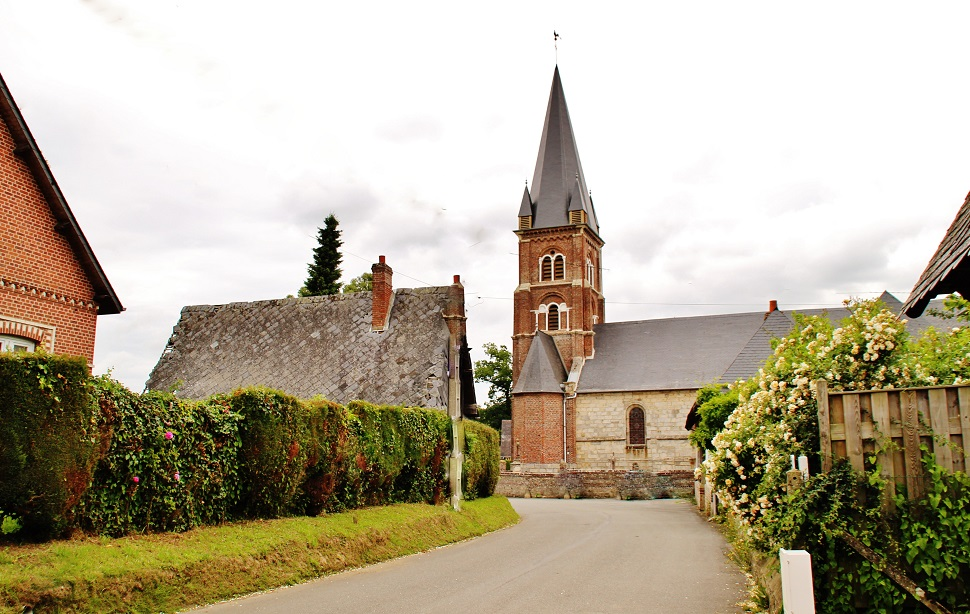
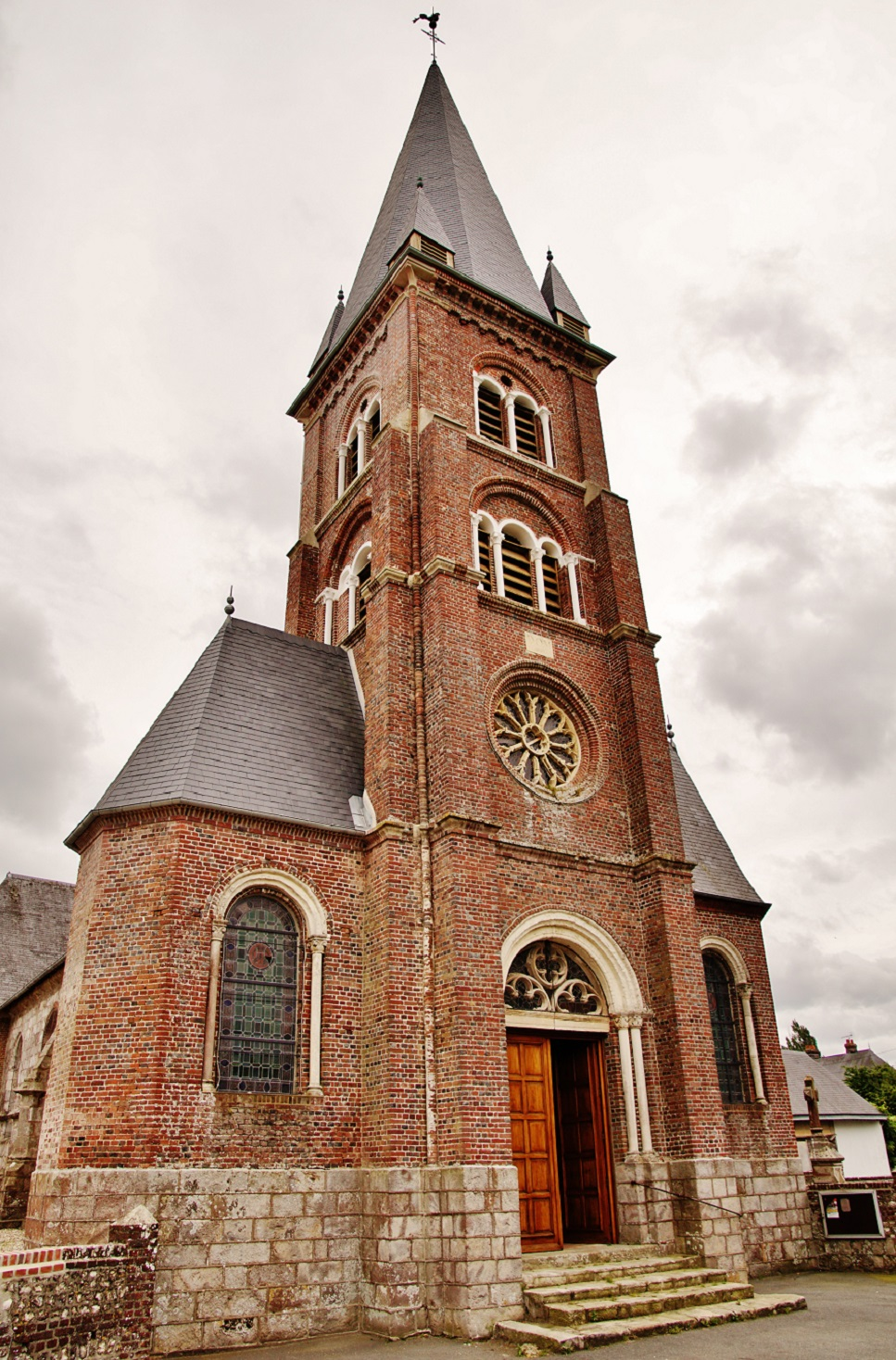
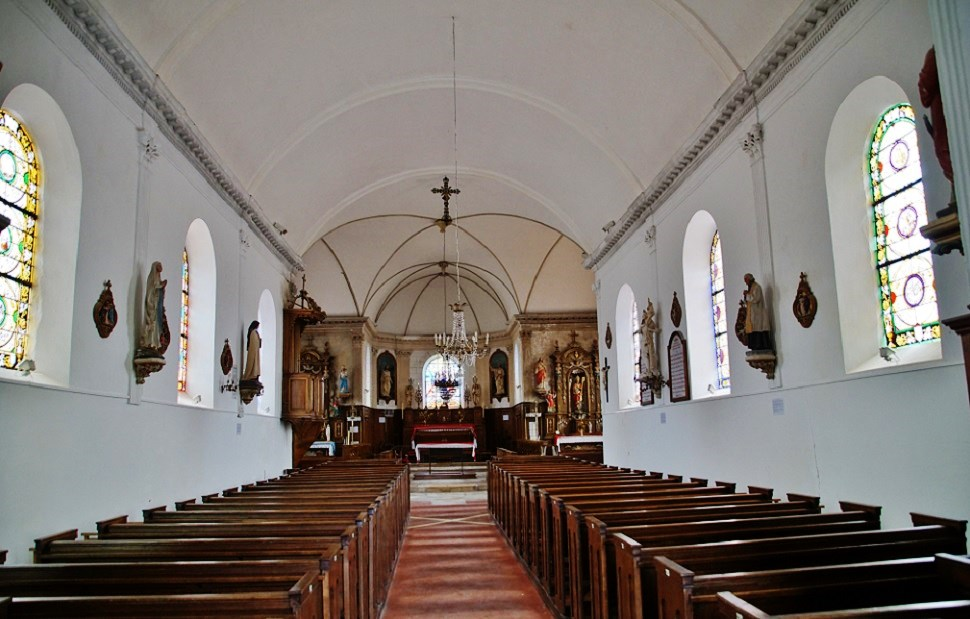
La nef.
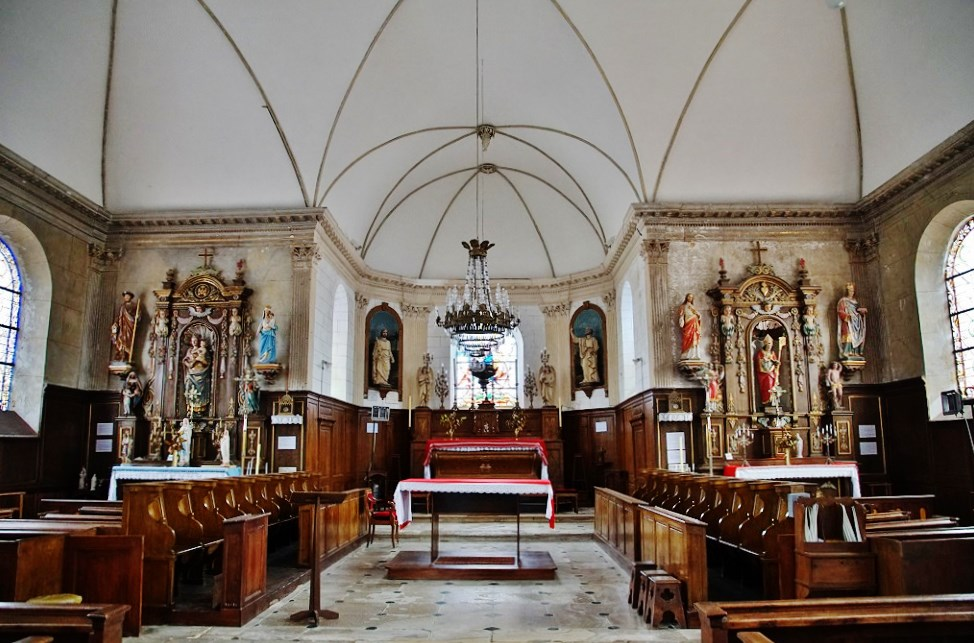
Le chœur.

- Calvaire de la Croix de Beauvais

### Surnom de la commune
La commune est surnommée « le Pays des sorciers ». L'origine de ce surnom, incertaine, pourrait provenir du nombre de bergers, qui, faute de vétérinaires, soignaient autrefois leurs bêtes et avaient la réputation d'être plus ou moins des rebouteux. D'autres rappellent que, du XVIe au XIXe siècle, de nombreux habitants  de la vallée de la Saâne à Luneray  et de ses environs vivaient du filage et du tissage à domicile. Parvenant à détourner une partie du fil, les habitants le revendaient, paraît-il, du côté de la Croix de Beauvais à Greuville lors de réunions nocturnes que l'on croyait être des réunions de sorciers,...

## Pour approfondir